# Liste des chefs du gouvernement santoméen
Cet article présente une liste des chefs du gouvernement santoméen depuis l'indépendance du 21 décembre 1974.

## Territoire autonome de Sao Tomé-et-Principe
| No | Portrait | Nom                 | Mandat     | Mandat           | Mandat          | Parti politique                                      | Haut-commandeur                                            |
| -- | -------- | ------------------- | ---------- | ---------------- | --------------- | ---------------------------------------------------- | ---------------------------------------------------------- |
| 1  |          | Leonel Mário d'Alva | Transition | 21 décembre 1974 | 12 juillet 1975 | Mouvement pour la libération de Sao Tomé-et-Principe | António Elísio Capelo Pires Veloso Indépendant (1974-1975) |

## République démocratique de Sao Tomé-et-Principe
| No          | Portrait | Nom                       | Mandat                    | Mandat            | Mandat            | Parti politique                                                               | Président | Président |
| ----------- | --- | ------------------------- | ------------------------- | ----------------- | ----------------- | ----------------------------------------------------------------------------- | --------- | --- |
| 1           | | Miguel Trovoada           | •                         | 12 juillet 1975   | 9 avril 1979      | Mouvement pour la libération de Sao Tomé-et-Principe                          |           | Manuel Pinto da Costa Mouvement pour la libération de Sao Tomé-et-Principe puis MLSTP – Parti social-démocrate (1975-1991) |
| Poste aboli | |                           |                           |                   |                   |                                                                               |           | Manuel Pinto da Costa Mouvement pour la libération de Sao Tomé-et-Principe puis MLSTP – Parti social-démocrate (1975-1991) |
| 2           | | Celestino Rocha da Costa  | •                         | 8 juin 1988       | 7 février 1991    | Mouvement pour la libération de Sao Tomé-et-Principe – Parti social-démocrate |           | Manuel Pinto da Costa Mouvement pour la libération de Sao Tomé-et-Principe puis MLSTP – Parti social-démocrate (1975-1991) |
| 3           | | Daniel Daio               | Ier                       | 7 février 1991    | 16 mai 1992       | Parti de convergence démocratique – Groupe de réflexion                       |           | Manuel Pinto da Costa Mouvement pour la libération de Sao Tomé-et-Principe puis MLSTP – Parti social-démocrate (1975-1991) |
| 3           | Leonel Mário d'Alva par intérim Parti de convergence démocratique – Groupe de réflexion (mars-avril 1991)                                  | Daniel Daio               | Ier                       | 7 février 1991    | 16 mai 1992       | Parti de convergence démocratique – Groupe de réflexion                       |           | |
| 3           | Miguel Trovoada Action démocratique indépendante (1991-1995)                                                                               | Daniel Daio               | Ier                       | 7 février 1991    | 16 mai 1992       | Parti de convergence démocratique – Groupe de réflexion                       |           | |
| 4           | | Norberto Costa Alegre     | IIe                       | 16 mai 1992       | 2 juillet 1994    | Parti de convergence démocratique – Groupe de réflexion                       |           | |
| 5           | | Evaristo Carvalho         | Transition                | 2 juillet 1994    | 25 octobre 1994   | Action démocratique indépendante                                              |           | |
| 6           | | Carlos da Graça           | IIIe                      | 25 octobre 1994   | 15 août 1995      | Mouvement pour la libération de Sao Tomé-et-Principe – Parti social-démocrate |           | |
| Poste aboli | Poste aboli | Poste aboli               | Poste aboli               | Poste aboli       | Poste aboli       | Poste aboli                                                                   |           | Manuel Quintas de Almeida Coup d'État militaire (août 1995)                                                                |
| (6)         | | Carlos da Graça           | IIIe                      | 21 août 1995      | 31 décembre 1995  | Mouvement pour la libération de Sao Tomé-et-Principe – Parti social-démocrate |           | Miguel Trovoada Action démocratique indépendante (1995-2001)                                                               |
| 7           | | Armindo Vaz d'Almeida     | IVe                       | 31 décembre 1995  | 19 novembre 1996  | Mouvement pour la libération de Sao Tomé-et-Principe – Parti social-démocrate |           | Miguel Trovoada Action démocratique indépendante (1995-2001)                                                               |
| 8           | | Raul Bragança Neto        | Ve                        | 19 novembre 1996  | 5 janvier 1999    | Mouvement pour la libération de Sao Tomé-et-Principe – Parti social-démocrate |           | Miguel Trovoada Action démocratique indépendante (1995-2001)                                                               |
| 9           | | Guilherme Posser da Costa | VIe                       | 5 janvier 1999    | 26 septembre 2001 | Mouvement pour la libération de Sao Tomé-et-Principe – Parti social-démocrate |           | Miguel Trovoada Action démocratique indépendante (1995-2001)                                                               |
| 9           | Fradique de Menezes Action démocratique indépendante puis Mouvement pour les forces de changement démocratique – Parti libéral (2001-2003) | Guilherme Posser da Costa | VIe                       | 5 janvier 1999    | 26 septembre 2001 | Mouvement pour la libération de Sao Tomé-et-Principe – Parti social-démocrate |           | |
| (5)         | | Evaristo Carvalho         | Initiative présidentielle | 26 septembre 2001 | 28 mars 2002      | Action démocratique indépendante                                              |           | |
| 10          | | Gabriel Costa             | VIIe                      | 28 mars 2002      | 3 octobre 2002    | Action démocratique indépendante                                              |           | |
| 11          | | Maria das Neves           | VIIIe                     | 7 octobre 2002    | 16 juillet 2003   | Mouvement pour la libération de Sao Tomé-et-Principe – Parti social-démocrate |           | |
| Poste aboli | Poste aboli | Poste aboli               | Poste aboli               | Poste aboli       | Poste aboli       | Poste aboli                                                                   |           | Fernando Pereira Coup d'État militaire (juillet 2003)                                                                      |
| (11)        | | Maria das Neves           | VIIIe                     | 23 juillet 2003   | 18 septembre 2004 | Mouvement pour la libération de Sao Tomé-et-Principe – Parti social-démocrate |           | Fradique de Menezes ADI puis MDFM-PL (2003-2011)                                                                           |
| 12          | | Damião Vaz d'Almeida      | IXe                       | 18 septembre 2004 | 8 juin 2005       | Mouvement pour la libération de Sao Tomé-et-Principe – Parti social-démocrate |           | Fradique de Menezes ADI puis MDFM-PL (2003-2011)                                                                           |
| 13          | | Maria do Carmo Silveira   | Xe                        | 8 juin 2005       | 21 avril 2006     | Mouvement pour la libération de Sao Tomé-et-Principe – Parti social-démocrate |           | Fradique de Menezes ADI puis MDFM-PL (2003-2011)                                                                           |
| 14          | | Tomé Vera Cruz            | XIe                       | 21 avril 2006     | 7 février 2008    | Mouvement pour les forces de changement démocratique – Parti libéral          |           | Fradique de Menezes ADI puis MDFM-PL (2003-2011)                                                                           |
| 15          | | Patrice Trovoada          | XIIe                      | 14 février 2008   | 22 juin 2008      | Action démocratique indépendante                                              |           | Fradique de Menezes ADI puis MDFM-PL (2003-2011)                                                                           |
| 16          | | Rafael Branco             | XIIIe                     | 22 juin 2008      | 14 août 2010      | Mouvement pour la libération de Sao Tomé-et-Principe – Parti social-démocrate |           | Fradique de Menezes ADI puis MDFM-PL (2003-2011)                                                                           |
| (15)        | | Patrice Trovoada          | XIVe                      | 14 août 2010      | 12 décembre 2012  | Action démocratique indépendante                                              |           | Fradique de Menezes ADI puis MDFM-PL (2003-2011)                                                                           |
| (15)        | Manuel Pinto da Costa Indépendant (2011-2016)                                                                                              | Patrice Trovoada          | XIVe                      | 14 août 2010      | 12 décembre 2012  | Action démocratique indépendante                                              |           | |
| (10)        | | Gabriel Costa             | XVe                       | 12 décembre 2012  | 25 novembre 2014  | Mouvement pour la libération de Sao Tomé-et-Principe – Parti social-démocrate |           | |
| (15)        | | Patrice Trovoada          | XVIe                      | 25 novembre 2014  | 3 décembre 2018   | Action démocratique indépendante                                              |           | |
| (15)        | Evaristo Carvalho Action démocratique indépendante (depuis 2016)                                                                           | Patrice Trovoada          | XVIe                      | 25 novembre 2014  | 3 décembre 2018   | Action démocratique indépendante                                              |           | |
| 17          | | Jorge Bom Jesus           | XVIIe                     | 3 décembre 2018   | 11 novembre 2022  | Mouvement pour la libération de Sao Tomé-et-Principe – Parti social-démocrate |           | |
| 17          | Carlos Vila Nova Action démocratique indépendante (depuis 2022)                                                                            | Jorge Bom Jesus           | XVIIe                     | 3 décembre 2018   | 11 novembre 2022  | Mouvement pour la libération de Sao Tomé-et-Principe – Parti social-démocrate |           | |
| (15)        | | Patrice Trovoada          | XVIIIe                    | 11 novembre 2022  | 6 janvier 2025    | Action démocratique indépendante                                              |           | |
| 18          | | Ilza Amado Vaz            | XVIIIe                    | 9 janvier 2025    | 12 janvier 2025   | Action démocratique indépendante                                              |           | |
| 19          | | Américo Ramos             | XIXe                      | 12 janvier 2025   | en cours          | Action démocratique indépendante                                              |           | |